# Nola Thorne
Nola Thorne (c.1919)fue una atleta panameña de atletismo. 

## Biografía
Era conocida como una de las mujeres más memorables que surgieron del país de Panamá principalmente debido a su logró de conseguir 3 medallas de oro en la edición inaugural de los Juegos Centroamericanos y del Caribe en 1938.Thorne obtuvo medallas de oro en las pruebas femeninas de 100 m, sprint con vallas y relevos 4 × 100 m durante los Juegos Centroamericanos y del Caribe de 1938.